# Jessica Goldapple
Jessica Goldapple (* 26. Mai 1979 in Montréal, Québec) ist eine kanadische Schauspielerin.
Goldapple besuchte die Herzeliah High School. Im Anschluss studierte sie für ein Jahr am Boston Theatre Institute, kehrte dann nach Montreal zurück und studierte dort am Dawson College. Später schrieb sie sich auch am Manor Performing Arts Centre ein. Außerdem studierte sie an der Royal Scottish Academy of Music and Drama und am California Institute of the Arts. Letzteres verließ sie 2004 mit einem Abschluss in Theater. Während ihrer Studienzeit trat sie häufig in dortigen Theaterproduktionen auf. So zum Beispiel in Flesh Wound und Mad Forest.
Derzeit lebt Goldapple in Los Angeles.

## Filmografie (Auswahl)
- 1997–1999: Student Bodies
- 2000: Hexen für die Schule des Satans (Satan's School for Girls)

### Gastauftritte
- 1999/2000: The Famous Jett Jackson, Folgen 2.04 und 2.16
- 2001: Mentors, Folge 2.03